# Спирула
Спи́рула, или витушка (лат. Spirula spirula) — вид головоногих моллюсков, представитель одноимённого рода Spirula, из группы десятируких (Decapodiformes), выделяемый в особое семейство Spirulidae.

## Описание
Длина тела с руками 7—8 см. Самцы несколько крупнее самок. Внутреннюю раковину (фрагмокон) имеют оба пола. Диаметр самой раковины 20—22 мм.
Раковина спирально завернутая с немногими характерными несоприкасающимися оборотами, разделённая перегородками на ряд камер и с сифоном, приближенным к брюшной стороне раковины. С его помощью регулируется плавучесть моллюска. Раковина разделена перегородками на камеры, соединённые сифоном. Раковина достаточно прочная, чтобы выдерживать гидростатическое давление на глубинах 1300—2300 м, в среднем 1700—1750 м. Сифонный механизм создаёт сверхосмотические концентрации, достаточные для откачки из камерной жидкости одновалентных катионов против градиента гидростатического давления на глубине обитания спирулы, что обеспечивает поддержание нейтральной плавучести.
Тело удлинённое, с 8 короткими щупальцами, снабжёнными 6 рядами мелких стебельчатых присосок. Хватательные щупальца очень длинные. Руки 4-й пары у самцов гектокотилизованы (изменены для половых целей) и лишены присосок. Радулы нет.
Мантия плотная, сзади заканчивается лопастями, прикрывающими большую часть раковины. В последнюю камеру раковины вдается только лопасть мантии. Два продолговатых выступа мантии на конце тела представляют плавники, между которыми располагается орган свечения. Плавники крохотные, лепестковидные, располагаются на самом конце тела под неким углом к продольной оси.
На заднем конце тела между плавниками имеется довольно крупный фотофор с постоянным небактериальным свечением, резко отличающийся по своему строению от фотофоров каракатиц с бактериальным, и от фотофоров кальмаров с собственным свечением.

## Ареал и местообитания
Ареал разорван. Западная и восточная части Атлантического океана, Карибское море, юго-западная и восточная часть Индийского океана, моря Малайского архипелага, юго-западная часть Тихого океана. Живые животные крайне редки, регулярно добываются на больших глубинах у Новой Зеландии и Антильских островов.
Донный нерест и неспособность к значительным горизонтальным миграциям приводят к тому, что она обитает только в районах с замкнутыми циркуляциями промежуточных вод, обеспечивающими возможность пассивного возврата самцов и самок к склону.
Основную часть жизни проводит на глубинах 100—1000 метров. Совершает суточные вертикальные миграции — днём преимущественно держится на глубинах 600—700 метров, ночью на глубине 100—300 метров.

## Биология
Спирула плавает главным образом головой вниз, в вертикальном положении, и хорошо приспособлена к вертикальным, но не к горизонтальным перемещениям. При потенциальной опасности она втягивает голову и большую часть конечностей в мантию.
Спирула является стайным животным — днём стаи плотнее, чем ночью. Кормится по ночам. Питается зоопланктоном.
Размножается на дне на глубинах от 500 до 1500—1750 м. Взрослые особи опускаются в батипелагиаль незадолго до начала нереста. Гектокотилизируются обе брюшные руки, сперматофоры переносятся на ротовую мембрану самки. Яйца довольно мелкие, длиной около 1,7 мм, донные. Инкубация длительная и составляет несколько месяцев. Развитие прямое. Молодые спирулы вскоре после вылупления всплывают в мезопелагиаль. Растут медленно. Половозрелость наступает в возрасте 1—1,5 лет. Максимальная продолжительность жизни, по-видимому, не превышает 18—20 месяцев.